# Ligue féminine de basket 2003-2004
Navigation
Saison précédente Saison suivante
La saison 2003-2004 de la LFB est la 6e édition de la Ligue féminine de basket et se dispute avec 11 équipes.
La mise en liquidation judiciaire du Waïti Bordeaux fait que seules onze équipes composent cette année-là la LFB

## Les équipes
- Aix-en-Provence
- Bourges
- Calais
- Mondeville
- Lattes-Montpellier
Nice
- Roubaix
- Tarbes
- Toulouse-Launaguet
- Valenciennes
- Villeneuve-d'Ascq

## Classement
- En vert les équipes qualifiées pour le Top 4 en deuxième partie de saison
- En bleu les équipes qualifiées pour le Groupe B en deuxième partie de saison
- En rouge les équipes qualifiées pour le Groupe C en deuxième partie de saison

| Place | Équipe             | PTS | MJ | VIC | DEF | +    | -    | Point-Average |
| 1     | Valenciennes       | 39  | 20 | 19  | 1   | 1808 | 1271 | -             |
| 2     | Aix-en-Provence    | 36  | 20 | 16  | 4   | 1470 | 1345 | -             |
| 3     | Bourges            | 35  | 20 | 15  | 5   | 1388 | 1269 | -             |
| 4     | Tarbes             | 32  | 20 | 12  | 8   | 1457 | 1421 | -             |
| 5     | Lattes-Montpellier | 31  | 20 | 11  | 9   | 1423 | 1398 | +6            |
| 6     | Mondeville         | 31  | 20 | 11  | 9   | 1500 | 1483 | -6            |
| 7     | Nice               | 30  | 20 | 10  | 10  | 1437 | 1505 | -             |
| 8     | Villeneuve-d’Ascq  | 27  | 20 | 7   | 13  | 1365 | 1467 | -             |
| 9     | Toulouse-Launaguet | 24  | 20 | 4   | 16  | 1460 | 1661 | -             |
| 10    | Calais             | 23  | 20 | 3   | 17  | 1443 | 1667 | -             |
| 11    | Roubaix            | 22  | 20 | 2   | 18  | 1328 | 1592 | -             |

## Classements après la phase 2

### Groupe A
- En vert les équipes qualifiées pour la finale
- En rouge les équipes ayant gagné leur place en Euroligue pour la saison suivante.
- En bleu les équipes ayant gagné leur place en Coupe Ronchetti pour la saison suivante.

| Place | Équipe          | PTS | MJ | VIC | DEF | + | - | % | Point-Average |
| 1     | Valenciennes    | 12  | 6  | 6   | 0   | - | - | - | -             |
| 2     | Bourges         | 8   | 6  | 2   | 4   | - | - | - | +13           |
| 3     | Tarbes          | 8   | 6  | 2   | 4   | - | - | - | -2            |
| 4     | Aix-en-Provence | 8   | 6  | 2   | 4   | - | - | - | -11           |

### Groupe B
- En bleu les équipes ayant gagné leur place en Coupe Ronchetti pour la saison suivante.

| Place | Équipe             | PTS | MJ | VIC | DEF | + | - | % | Coeff |
| 1     | Villeneuve-d’Ascq  | 10  | 6  | 4   | 2   | - | - | - | -     |
| 2     | Mondeville         | 9   | 6  | 3   | 3   | - | - | - | +9    |
| 3     | Lattes Montpellier | 9   | 6  | 3   | 3   | - | - | - | -9    |
| 4     | Nice               | 8   | 6  | 2   | 4   | - | - | - | -     |

### Groupe C
- En rouge les équipes reléguées en NF1

| Place | Équipe             | PTS | MJ | VIC | DEF | + | - | % | Coeff |
| 1     | Toulouse-Launaguet | 8   | 4  | 4   | 0   | - | - | - | -     |
| 2     | Calais             | 6   | 4  | 6   | 2   | - | - | - | -     |
| 3     | Roubaix            | 4   | 4  | 0   | 4   | - | - | - | -     |

## Les récompenses/performances
- MVP française : Audrey Sauret (Valenciennes)
- MVP étrangère : Allison Feaster (Valenciennes)
- MVP espoir : Élodie Godin (Bourges)

## Tournoi de fédération
Le Tournoi de la fédération a lieu au Palais des sports de Beaulieu de Nantes
|  | Demi-finales               | Demi-finales               |                        |    | Finale                     | Finale                     |
|  | Demi-finales               | Demi-finales               |                        |    | Finale                     | Finale                     |
|  |                            |                            |                        |    |                            |                            |
|  | Sam 3 avril - 17:30 Nantes | Sam 3 avril - 17:30 Nantes |                        |    | Dim 4 avril - 16:00 Nantes | Dim 4 avril - 16:00 Nantes |
|  | Sam 3 avril - 17:30 Nantes | Sam 3 avril - 17:30 Nantes |                        |    | Dim 4 avril - 16:00 Nantes | Dim 4 avril - 16:00 Nantes |
|  | (1) Valenciennes           | 75                         |                        |    | Dim 4 avril - 16:00 Nantes | Dim 4 avril - 16:00 Nantes |
|  | (1) Valenciennes           | 75                         |                        |    | Dim 4 avril - 16:00 Nantes | Dim 4 avril - 16:00 Nantes |
|  | (4) Tarbes                 | 48                         |                        |    | Dim 4 avril - 16:00 Nantes | Dim 4 avril - 16:00 Nantes |
|  | (4) Tarbes                 | 48                         | Valenciennes           | 87 |                            |                            |
|  | Sam 3 avril - 20:00 Nantes |                            | Valenciennes           | 87 |                            |                            |
|  |                            | Aix-en-Provence            | 58                     |    |                            |                            |
|  | (2) Aix-en-Provence        | Aix-en-Provence            | 58                     | 74 |                            |                            |
|  | (2) Aix-en-Provence        |                            |                        | 74 |                            |                            |
|  | (3) Bourges                | 70                         |                        |    |                            |                            |
|  | (3) Bourges                | 70                         | Match pour la 3e place |    |                            |                            |
|  |                            |                            |                        |    |                            |                            |
|  | Dim 4 avril - 13:30 Nantes |                            |                        |    |                            |                            |
|  |                            |                            |                        |    |                            |                            |
|  | Tarbes                     | 70                         |                        |    |                            |                            |
|  | Tarbes                     | 70                         |                        |    |                            |                            |
|  | Bourges                    | 69                         |                        |    |                            |                            |
|  | Bourges                    | 69                         |                        |    |                            |                            |

Edwige Lawson, l'arrière de Valenciennes est désignée meilleure joueuse du tournoi